# John Lingard

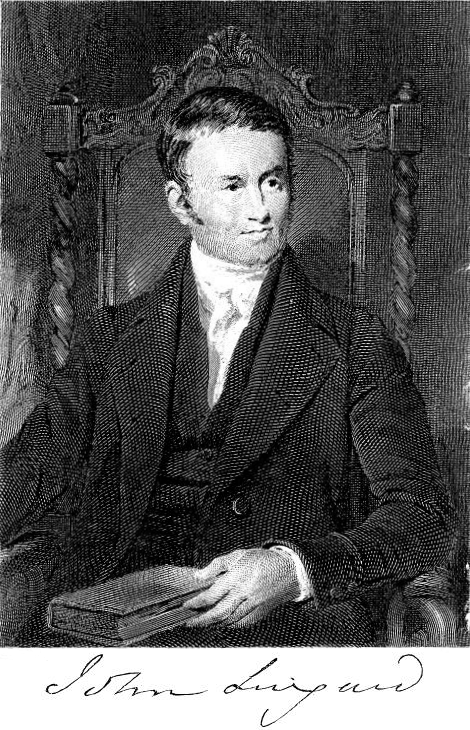
John Lingard

John Lingard (* 5. Februar 1771 in Winchester; † 17. Juli 1851 in Hornby (Lancashire)) war ein englischer Historiker. Sein Hauptwerk ist seine Darstellung der Geschichte Englands vom Einfall der Römer in Britannien bis zur Thronbesteigung von Wilhelm III. von Oranien und Maria II. im Jahr 1688 (History of England ..., 8 Bände, London 1819–1830).

## Leben und Werk
Der gleichnamige Vater von John Lingard war Tischler, und seine Mutter Elizabeth Rennell entstammte einer katholischen Familie. Ihr Vater war wegen seines Glaubens verfolgt worden. Beide Elternteile waren Gegner der Anglikanischen Kirche. 1782 wurde Lingard zu seiner Ausbildung in das englische katholische Seminar in Douai geschickt, in dem die meisten englischen Katholiken erzogen wurden. Am Höhepunkt der Verfolgungen während der Französischen Revolution entkam er 1793 nach England. 1795 wurde er in York durch den katholischen Bischof William Gibson zum Priester geweiht. Daraufhin wurde ihm die Stadt Newcastle upon Tyne in der Grafschaft Northumberland als Wirkungskreis angewiesen. Die schriftstellerische Laufbahn betrat er zunächst als Apologet der Katholiken mit einigen kleineren Schriften. So verfasste er zuerst eine Briefsammlung unter dem Titel Catholic Loyalty Vindicated (1805), in der er seine Glaubensgenossen gegen anglikanische Schriftsteller zu verteidigen versuchte. 1808 zog er nach Ushaw bei Durham, wo er einige Jahre lehrte. Nach einem ersten Aufenthalt in Rom im Jahr 1817, um die Vatikanische Bibliothek zu benutzen, besuchte er diese Stadt 1825 erneut. Papst Leo XII. verlieh ihm eine Goldmedaille und bemühte sich vergeblich, ihn zum Verbleib in der Ewigen Stadt zu bewegen. Im nächsten Jahr soll der Pontifex ihm den Titel eines Kardinals angeboten haben, den Lingard aber abgelehnt habe. Die zweite Hälfte seines Lebens verbrachte Lingard indessen meist in Hornby in Lancashire, wo er 1851 im Alter von 80 Jahren starb.
Ein bedeutendes Werk von Lingard auf dem Gebiet der Geschichte sind seine Antiquities of the Anglo-Saxon Church (2 Bände, Newcastle 1806 and 1810; London 1846; deutsch von Ritter, Breslau 1847). Sein Hauptwerk ist jedoch seine History of England, from the first Invasion by the Romans to the Accession of William and Mary in 1688 (8 Bände, London 1819–1830). Die letzte vom Autor selbst überarbeitete Auflage war die fünfte, die in London von 1849 bis 1851 in zehn Bänden erschien. Eine deutsche Übersetzung wurde von Salis und fortgesetzt von Berly in Frankfurt von 1828 bis 1833 in 14 Bänden sowie in Quedlinburg von 1827 bis 1837 in 10 Bänden herausgegeben. Das Werk, das auch ins Französische und Italienische übersetzt wurde, zeichnet sich durch große Gelehrsamkeit und einfache, wohlgeordnete Darstellung aus. Lingards gemäßigter katholischer Standpunkt tritt hier insbesondere ab der Reformationszeit hervor. Im Ausland erregte das Werk fast mehr Aufsehen als in England, wozu vor allem die Bemühungen der Ultramontanisten beitrugen. Eine der letzten Arbeiten Lingards war eine anonym herausgegebene englische Übersetzung der vier Evangelien nach frühen griechischen Manuskripten (A new Version of the Four Gospels, 1836).

## Werke (Auswahl)
- Catholic Loyalty Vindicated, London 1805
- Antiquities of the Anglo-Saxon Church, 2 Bände, Newcastle 1806 and 1810; 3. Auflage unter dem Titel The History and Antiquities of the Anglo-Saxon Church, 2 Bände, London 1845
- Documents to ascertain the Sentiments of British Catholics in former Ages respecting the Power of the Popes, London 1812
- Strictures on Dr. Marsh’s “Comparative View of the Churches of England and Rome”, London 1815
- History of England, from the first Invasion by the Romans to the Accession of William and Mary in 1688, 8 Bände, London 1819–30; 6. Auflage, 10 Bände, London 1854–55
- A new Version of the Four Gospels, with Notes critical and explanatory, by a Catholic, London 1836; 3. Auflage 1851